# Marco Maronese
Marco Maronese (Motta di Livenza, Província de Treviso, 25 de desembre de 1994) és un ciclista italià. Professional des del 2017, actualment a l'equip Bardiani CSF.

## Palmarès
- 2015
  - 1r a la Vicenza-Bionde
  - 1r al Gran Premi Somma
- 2016
  - 1r al Circuit del Porto-Trofeu Arvedi